# Africoribates depilatus
Africoribates depilatus är en kvalsterart som först beskrevs av Berlese 1910.  Africoribates depilatus ingår i släktet Africoribates och familjen Humerobatidae. Inga underarter finns listade i Catalogue of Life.